# 荒子觀音

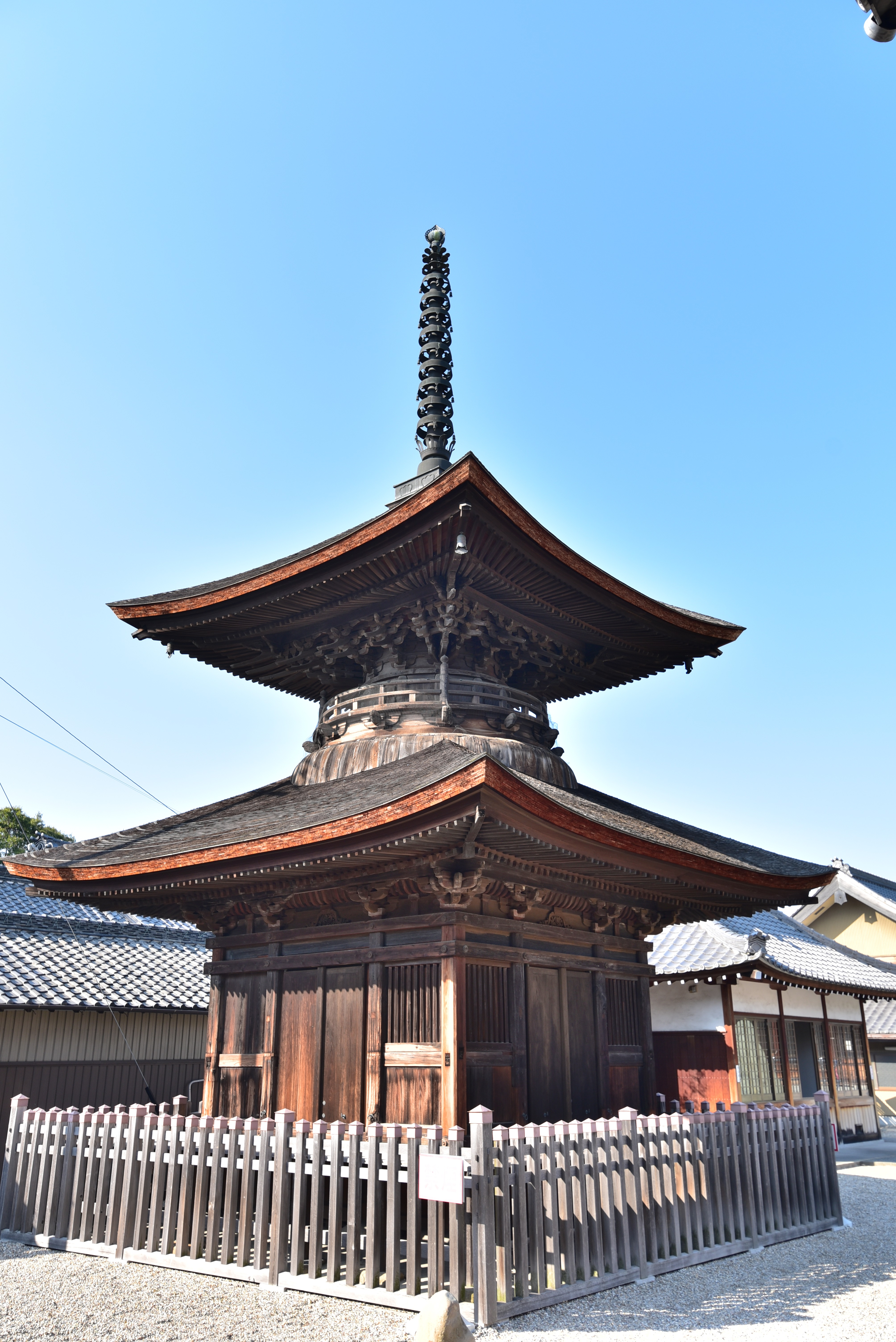
多寶塔

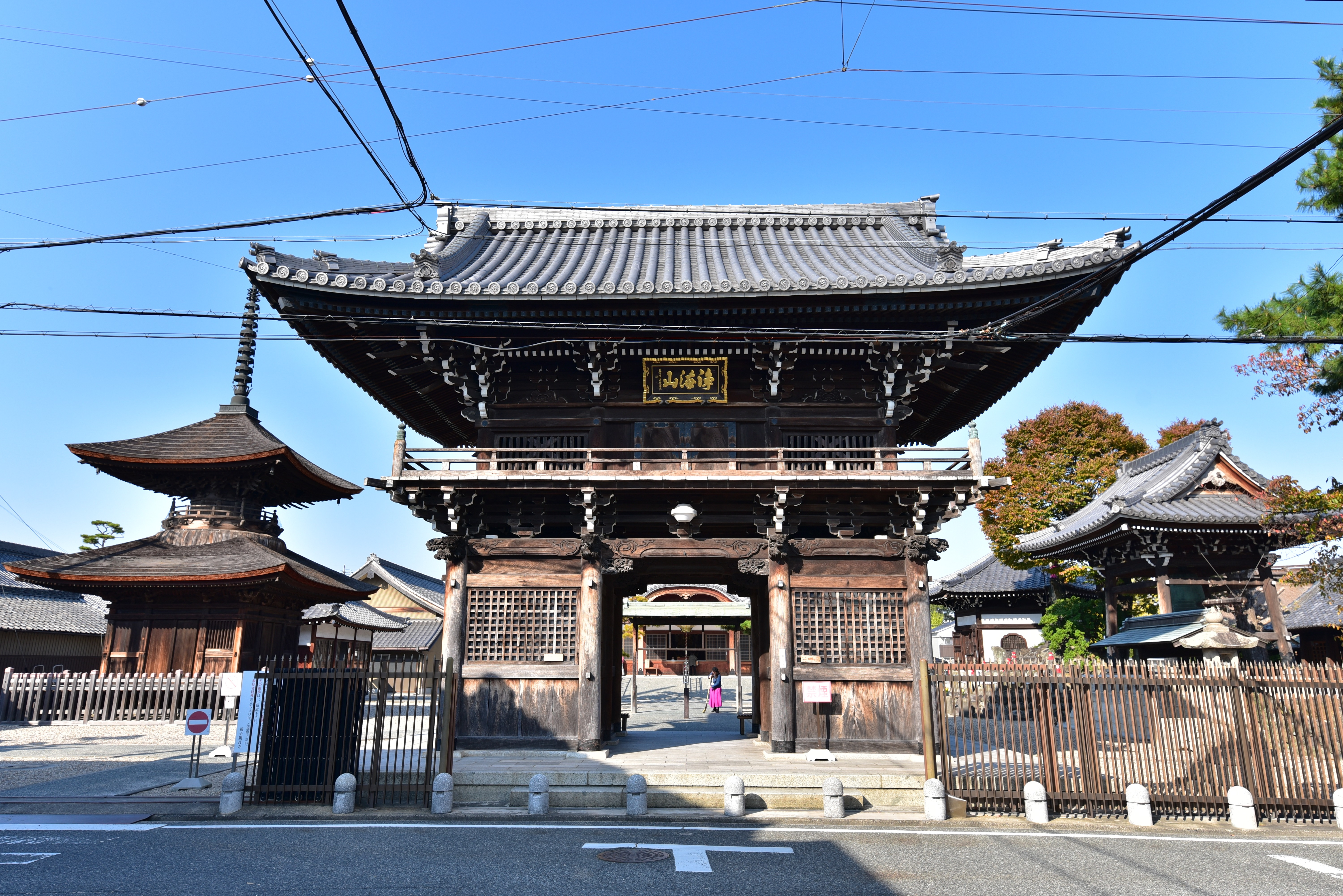
山門

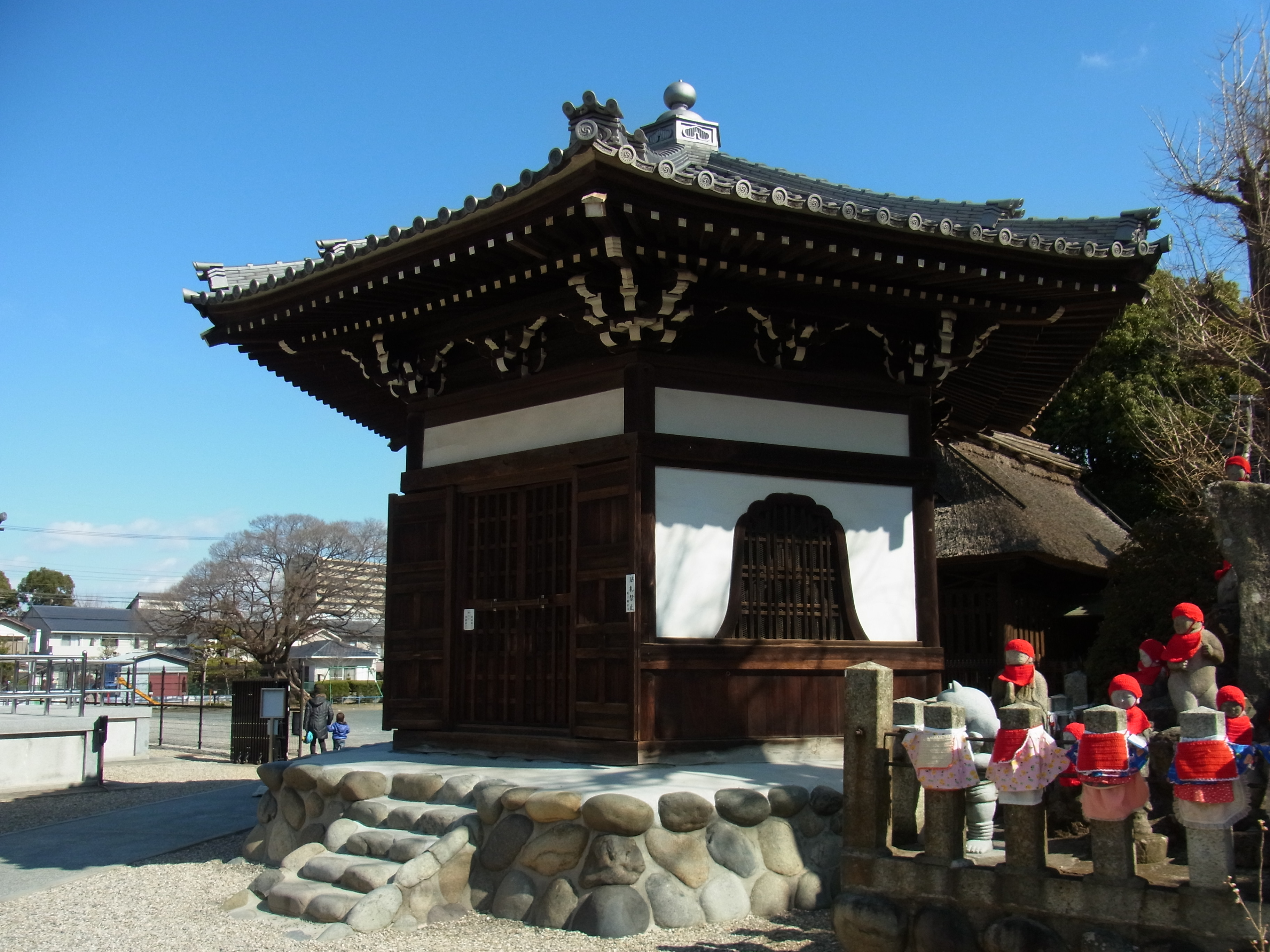
六角堂

荒子觀音（日語：あらこかんのん）是位於日本愛知縣名古屋市中川區荒子町的天台宗佛寺。
也稱為「荒子觀音寺」，正式名稱為「淨海山圓龍（円竜）院觀音寺」，也常被親切稱為「荒子的觀音桑（荒子の観音さん）」。屬於尾張四觀音之一。祭祀本尊為聖觀音（33年一開扉的秘佛）。

## 沿革
根據寺傳，在天平元年（729年），由泰澄草創，在天平13年（741年），泰澄的弟子僧人自性整頓堂宇。泰澄是加賀（石川縣）白山的開祖，是傳說人物，以上這些草創傳承的事蹟不確定包含了多少史實。
創建當時是在中川區高畑町（現在的西側），經過幾度興衰而到現在的場所。
- 天文5年（1536年）：多寶塔再建（名古屋市内現存最老的建築物・國家重要文化財）
- 天正4年（1576年）：前田利家重建本堂。同時也捐贈奉納自己的盔甲。

利家出生於荒子的土豪之家，據說在他前往封地北陸之前，在佛寺附近建構了荒子城。也就是說該寺是他的菩提寺。
- 延寶貞享年間　：圆空曾數度拜訪該寺，留下了山門的仁王像和超過1,200尊的木雕佛像（圓空佛）。
- 大正5年（1926年）：現在的山門完工[1]。

## 荒子觀音寺的圓空佛
關於圓空佛的研究始於荒子觀音寺，一般認為是在荒子観音寺結束，因為荒子觀音寺擁有各式各樣的圓空佛。荒子観音寺在2014年時盤點，現存約有1255尊的圓空佛，若包含被移出的11尊，確認共有1266尊。2014年時的盤點，確認日本全國現存的圓空佛有5374尊，實際上有4分之1以上屬於荒子觀音寺。根據荒子觀音寺十八世・金精法印的『淨海雜記』紀載，圓空在延寶4年（1676年）曾滯留於荒子觀音寺，從樣式層面來看，荒子觀音寺的圓空佛是延寶4年前後的造像。
荒子觀音寺的本堂安放有釋迦牟尼佛、大黒天二像，山門則安放有仁王像二尊，仁王像以最大的圓空佛著名。1979年，長谷川公茂發表了關於荒子觀音寺的仁王像是圓空在水中漂浮雕刻的推論。從技術面被棚田家司山田匠琳、小島梯次等人否定。從圓空之後進行同樣造像活動的僧人木喰來看，柳宗悅以宮崎縣西都市認為木喰五智館木喰佛，也是將佛像漂浮在水面上雕刻，立松和平認為木喰和圓空於荒子観音寺水上雕像的方式一樣進行造像。另一方面，小島梯次認為沒有關於圓空在荒子觀音寺水上雕像的記録、傳承，而否定了這樣的說法。
除此之外的圓空佛集中在客殿，其中三尊護法神以圓空的代表作而知名，也被加上圓空的和歌。
另外，以不整齊的零碎板切雕成的目、鼻、口，被稱為「木端佛（日語：こっぱぶつ）」的群像共31尊。1972年（昭和47年），在境内六角堂的木箱中發現了1024尊的圓空佛，包含了千面菩薩諸像，在平成18年的調査有千面菩薩1005尊，另有混雜發黑的像，確認有4尊被移座。根據『淨海雜記』紀載，圓空是先以檜木的大木雕刻仁王像，再用剩餘材料雕刻其他佛像，接著用平木材和零碎的木材製作木端佛和千面菩薩，逗子中除了佛像也被放入了木屑。
荒子觀音寺的圓空佛在每月第2個星期六下午1時至4時會公開，圓空佛的公開日也同時會舉辦雕刻圓空佛的體驗教室。

## 文化財
重要文化財（國指定）
- 荒子觀音多寶塔

## 交通方式
- 名古屋市營地下鐵東山線高畑車站，徒步9分
- 名古屋市營巴士荒子町停留所或荒子觀音停留所徒步
- 青波線荒子車站徒步10分

## 其他
多寶塔如前述被指定為國家重要文化財，和山門一起被指定為名古屋市的都市景觀重要建築物。

## 註腳
1. ↑  .   [2019-01-29]. （原始内容存档于2016-02-14）.
2. 1 2 3  小島梯次 2014，第51頁.
3. ↑  小島梯次 2014，第123頁.
4. ↑  長谷川公茂「編年口絵写真解説」『円空研究・別巻2』
5. ↑  棚田家司・山田匠琳「技法から知る円空」『美術手帖』2013年
6. ↑  小島梯次 2014，第52頁.
7. ↑  小島梯次 2014，第53頁.
8. ↑  小島梯次 2014，第53-54頁.
9. 1 2  小島梯次 2014，第55頁.
10. 1 2  小島梯次 2014，第57頁.
11. ↑   （页面存档备份，存于） - 円空仏彫刻・木端の会
12. ↑  . 住宅都市局都市計画部都市景観室 (名古屋市). 2012年9月25日  [2012年11月25日]. （原始内容存档于2013年4月4日）.

## 外部連結
- 维基共享资源上的相關多媒體資源：荒子觀音